# MAX232

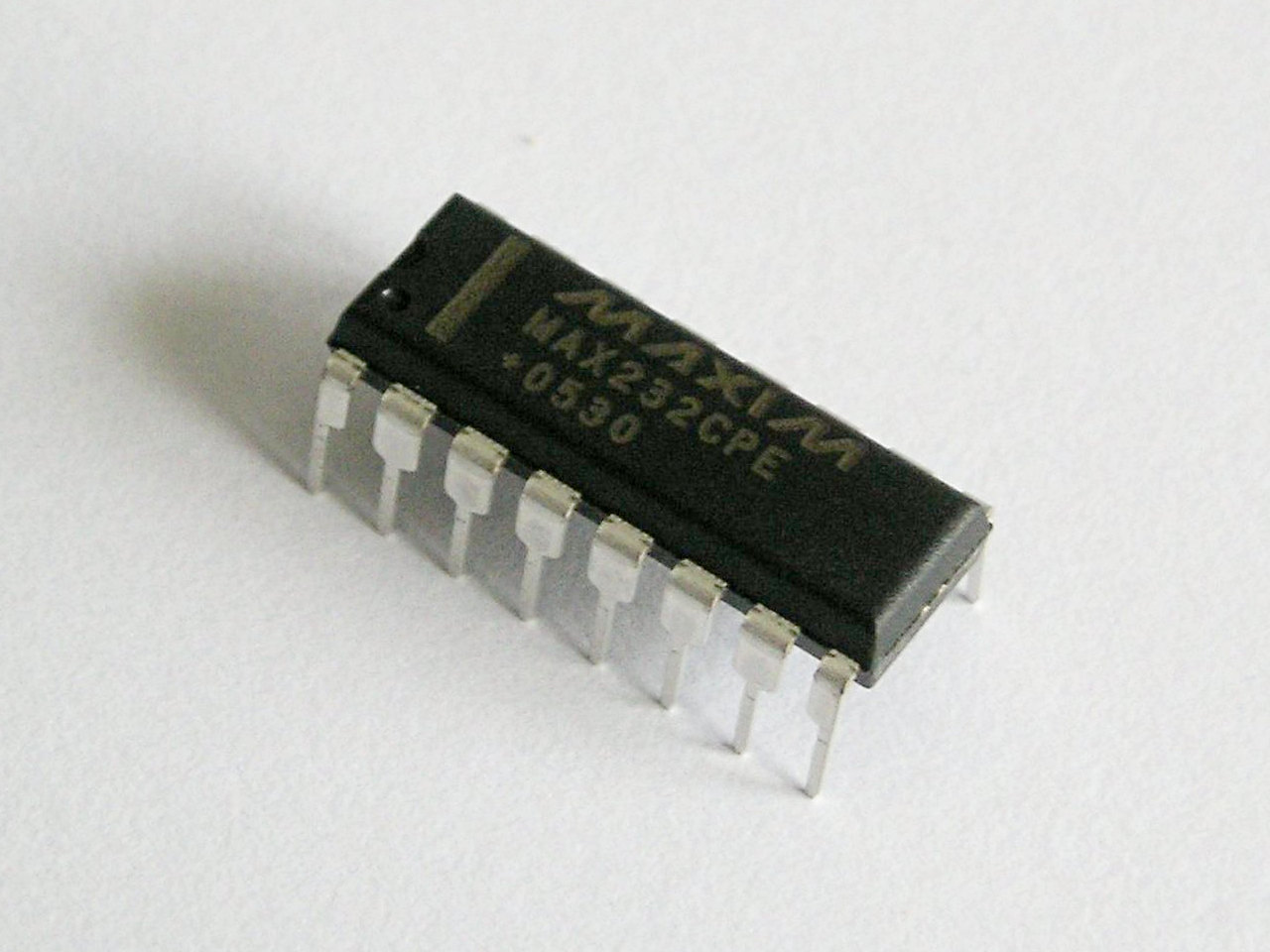
Integrovaný obvod MAX232

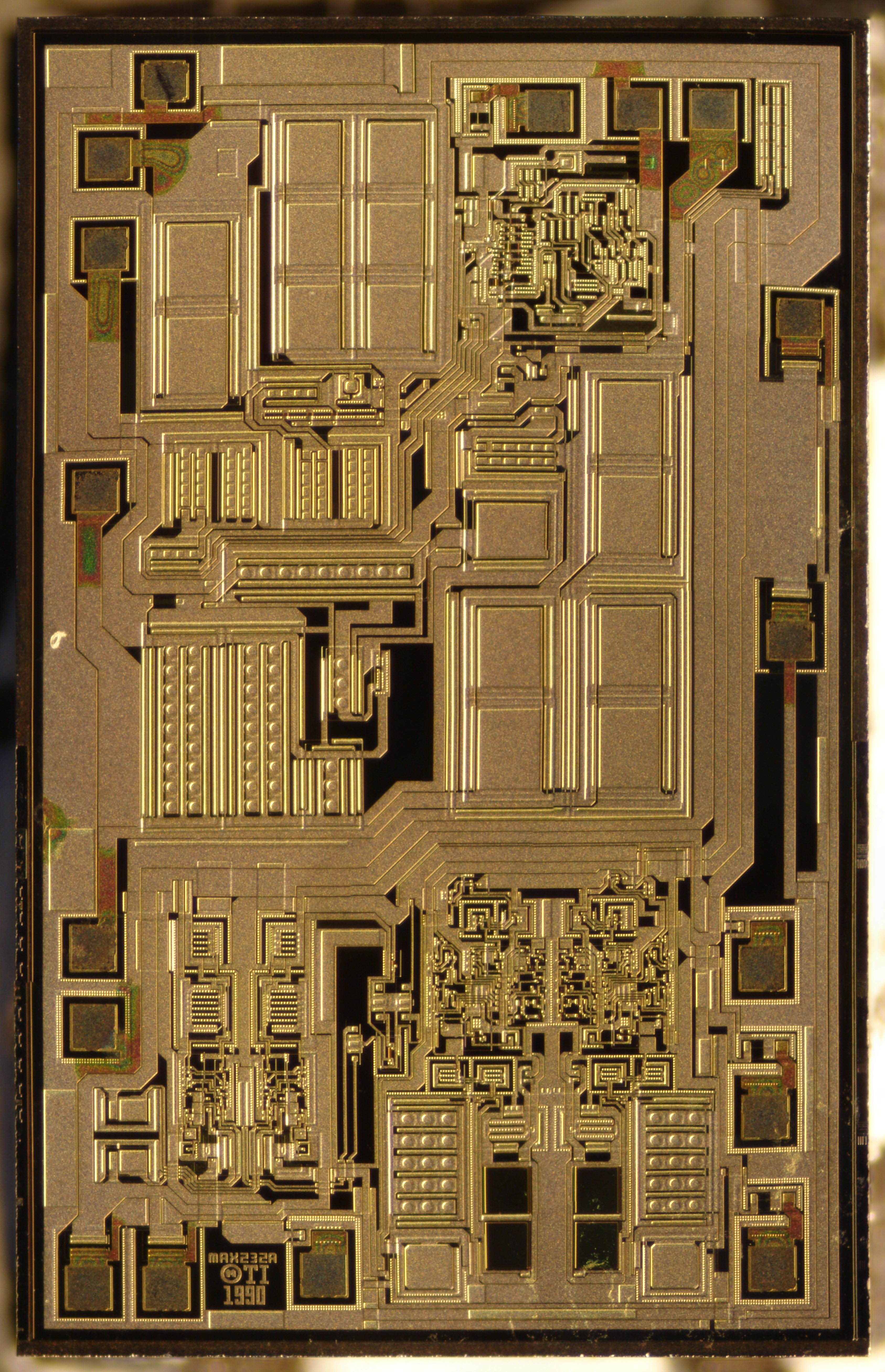
MAX232

MAX232 je levný a velmi používaný převodník úrovní RS-232 (sériová linka) na TTL úrovně. Jeho nespornou výhodou je, že potřebuje pouze jeden zdroj napětí a to +5 V, nikoliv +15, -15 a +5 V jako některé jiné převodníky. Obsahuje 2 převodníky TTL → RS232 a 2 převodníky RS232 → TTL. Jeho uplatnění je všude tam, kde je třeba připojit zařízení s nízkým napájecím napětím na sériovou linku (notebooky, mobilní telefony, jednočipové počítače).